# Robert Bateson (1er baronnet)
Robert Bateson (13 mars 1782 - 21 avril 1863)  est un baronnet irlandais, propriétaire terrien et homme politique conservateur. 

## Biographie
Il est le fils unique de Thomas Bateson et de son épouse Elizabeth, la plus jeune fille de George Lloyd . 
Le 18 décembre 1818, il est créé baronnet, de Belvoir Park, dans le comté de Down  . Bateson entre à la Chambre des communes britannique en 1830, siégeant pour Londonderry jusqu'en 1842, date à laquelle il est remplacé dans la circonscription par son fils aîné, Robert . Il est magistrat dans le comté de Down et en est sous-lieutenant . Le 27 février 1857, Frederick Stewart (4e marquis de Londonderry) lui confère l'honneur de poser la première pierre du monument de Londonderry, mieux connu aujourd'hui sous le nom de Scrabo Tower (en). 
Il épouse Catherine, la plus jeune fille de Samuel Dickinson le 27 avril 1811, et ils ont deux filles et quatre fils . Il meurt en 1863, à l'âge de 81 ans à son siège de Belvoir Park et son fils Robert étant décédé à Jérusalem vingt ans auparavant, il est remplacé comme baronnet par son deuxième fils Thomas, plus tard élevé à la pairie du Royaume-Uni comme Baron Deramore. Le plus jeune fils de Bateson, George, est héritier de la baronnie de son frère . 